# Symfonie nr. 3 (Mahler)
De Derde symfonie in d mineur van Gustav Mahler is een zesdelig werk voor groot orkest en verscheidene vocale stemmen. Het is, na Mahlers tweede symfonie, zijn tweede symfonie met vocale delen, en met een gemiddelde uitvoeringsduur van meer dan anderhalf uur zijn langste symfonie (en een van de allerlangste symfonieën in het standaardrepertoire). Door de financiële en artistieke druk die een uitvoering van het werk met zich meebrengt wordt het vrij zelden gespeeld; onder grote dirigenten geldt een uitvoering van deze symfonie als een meesterproef.

## Ontstaan en première
Het werk werd gecomponeerd tussen 1893 en 1896. Vanwege de ongekende proporties en bezetting werd het werk niet meteen in zijn geheel uitgevoerd. De eerste uitvoering betrof het tweede deel, dat in november 1896 in Berlijn in première ging onder leiding van Arthur Nikisch. In maart 1897 werden in Berlijn onder Felix Weingartner het tweede, vijfde en zesde deel gespeeld. De première van de complete symfonie vond pas op 9 juni 1902 in Krefeld plaats, onder directie van Mahler zelf.

## Bezetting
- vier fluiten (alle stemmen ook piccolo), vier hobo's (vierde ook Engelse hoorn), Es-klarinet, 4 klarinetten in Bes en A (vierde ook tweede Es-klarinet), vier fagotten (vierde ook contrafagot);
- acht hoorns, vier trompetten (eerste zo mogelijk ook cornet), vier trombones, tuba;
- pauken (twee spelers), slagwerk, twee harpen;
- strijkers (sterk bezet om het volume in balans te houden);
- coulissenorkest, bestaande uit een flügelhorn en meerdere kleine troms;
- altsolo, vrouwenkoor;
- in de hoogte opgesteld: vier klokken, jongenskoor

## Opbouw
Mahler heeft aan zijn eerste vier symfonieën een programma toegevoegd dat de luisteraar houvast zou kunnen bieden bij het interpreteren van het werk. De bijnamen van de delen stonden op het manuscript geschreven dat gevonden werd in het alpenhutje waar Mahler deze symfonie schreef. De bijnamen stonden echter niet in de eerste editie, omdat de muziek voor zichzelf zou moeten spreken en het verhaal erachter volgens hem irrelevant werd vanaf de muziek op papier stond.
1. Kräftig. Entschieden. "Pan ontwaakt, de zomer stormt binnen".[1]
2. Tempo di Menuetto. Sehr mäßig. Ja nicht eilen! "Wat de bloemen in de wei me vertellen".
3. Comodo. Scherzando. Ohne Hast. "Wat de dieren in het woud me vertellen".
4. Sehr langsam. Misterioso. Durchaus ppp. Altsolo "O Mensch gib acht!" (tekst: Friedrich Nietzsche). "Wat de mens me vertelt".
5. Lustig im Tempo und keck im Ausdruck. Dames- en kinderkoor "Es sungen drei Engel" (tekst: Des Knaben Wunderhorn). "Wat de engelen mij vertellen".
6. Langsam. Ruhevoll. Empfunden. "Wat de liefde mij vertelt".